# Ernest von Koerber
Ernest von Koerber (Trento, 6 novembre 1850 – Baden, 5 marzo 1919) è stato un politico austriaco e primo ministro durante gli ultimi anni dell'impero asburgico.

## Biografia
Ernest von Koerber era nato a Trento, la città di lingua italiana appartenente in quell'epoca all'Impero austriaco. La sua famiglia era originaria della Germania e il padre, Josef von Koerber, era un impiegato statale dell'impero austriaco. Trasferitosi con i genitori a Vienna, Ernest frequentò le scuole superiori alla Theresianische Akademie e giurisprudenza all'Università di Vienna. Gli studi universitari gli resero familiare i principi del liberalismo e dello Stato di diritto (in tedesco: Rechtsstaat).
Nel 1874 Koerber iniziò la sua carriera divenendo funzionario statale al Ministero del Commercio. Nel 1896 venne nominato direttore generale delle ferrovie dell'Impero, nel 1897 Ministro del Commercio e nel 1899 Ministro dell'Interno. Il 19 gennaio 1900 l'imperatore Francesco Giuseppe I nominò Koerber Primo Ministro k.k. Questo fu di gran lunga il più importante incarico ottenuto da Koerber, il quale lo mantenne fino al 1904. Dal 1902 al 1904 Koerber resse ad interim anche il Ministero di Grazia e Giustizia.
Koerber ritornò al governo con l'incarico di Ministro delle Finanze nel 1915. Nell'ottobre 1916 ricevette nuovamente l'incarico di Primo Ministro dopo l'assassinio di Stürgkh. Questa volta l'incarico ebbe breve durata: dopo appena un mese (21 novembre 1916) il vecchio Francesco Giuseppe morì e poiché i rapporti fra Koerber e il nuovo imperatore Carlo non erano affatto buoni, Koerber rassegnò le dimissioni il 13 dicembre 1916 ritirandosi definitivamente a vita privata. Morì poco dopo la fine della prima guerra mondiale a Baden, una località posta nelle vicinanze di Vienna.

## Primo governo Koerber

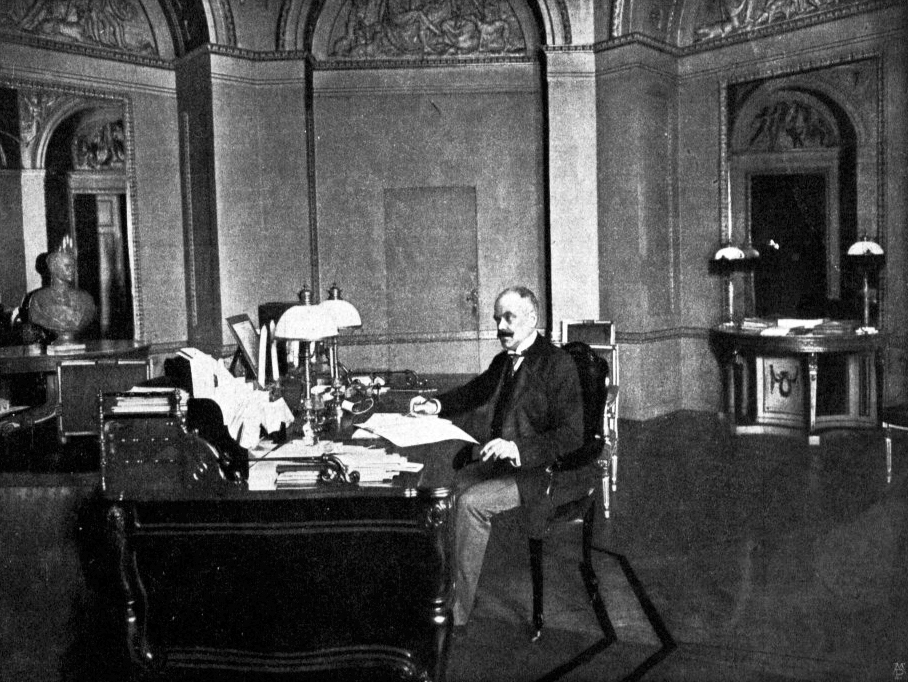
Il ministro Koerber nel suo ufficio, 1901

Il periodo del primo governo della Cisleitania di Koerber (1900-1904) fu caratterizzato da tensioni che nascevano dall'assetto istituzionale e politico della Duplice Monarchia. Per il Compromesso austro-ungarico del 1867 il regno di Ungheria e l'Impero d'Austria erano divenuti autonomi, con costituzioni, amministrazioni e parlamenti separati, aventi in comune solo le competenze relative alla difesa, alla politica estera e alla politica economica e monetaria. Vi erano due Camere, una dei Signori (in parte di diritto e in parte di scelta del sovrano) e una dei Deputati (eletti non direttamente, ma dalle diete delle 17 province in cui era diviso l'impero).
Il problema principale era costituito tuttavia dalle numerose nazionalità, non meno di undici, presenti nella monarchia (oltre a tedeschi e ungheresi, italiani, slovacchi, polacchi, ruteni, romeni, serbi, sloveni, slovacchi, ucraini) le quali nutrivano risentimento l'una con l'altra per cui qualsiasi misura intrapresa dal governo avrebbe comportato l'opposizione di qualcuna di esse. Koerber incontrò grandi difficoltà fin dall'inizio del suo incarico. Di fatto Koerber aveva piena autorità solamente sulla Cisleitania, la cosiddetta parte occidentale (westliche Reichshälfte) dell'Austria-Ungheria. Inoltre, il Reichsrat, il parlamento della Cisleitania, era politicamente debole.
Per poter attuare le riforme liberali necessarie all'ammodernamento dell'Impero Koerber dipendeva dall'articolo 14, uno strumento costituzionale che permetteva all'imperatore di emanare un "decreto di urgenza" ("Notverordnungen") in caso di necessità. Le riunioni del Reichsrat si trasformavano immancabilmente in conciliaboli fra i leader dei vari partiti riuniti alla ricerca di un accordo. Perfino l'istruzione era fonte di controversie all'interno della monarchia. Dopo la perdita del Veneto (1866) gli italiani non potevano più continuare gli studi universitari nella propria lingua entro i confini dell'impero.
Koerber cercò di risolvere il problema con l'istituzione di un'università in lingua italiana a Innsbruck ma l'opposizione violenta dei tedeschi, che culminò in violenti disordini durante l'inaugurazione del primo anno accademico nel novembre 1904, fece abortire il progetto e costrinse il governo a fare marcia indietro e a rivedere l'intera riforma scolastica. Koerber tentò di istituire una "Università Nazionale" avente il tedesco come la lingua di insegnamento, ma questa volta a protestare furono gli italiani e gli slavi.
Koerber intraprese un piano per le infrastrutture, in particolare per la creazione di nuove reti ferroviarie e di canali navigabili. Questi costosi programmi furono predisposti nel tentativo di placare i membri del Reichsrat col produrre atti governativi che non dessero luogo a controversie nazionaliste. Tentò inoltre di favorire la pace sociale con l'abolizione della censura sulla stampa e con misure favorenti le associazioni sindacali e partitiche, ritenendo che da una politica liberale avrebbe tratto profitto innanzitutto l'economia.
Nonostante gli sforzi di Koerber, questi tentativi non suscitarono la reazione attesa e l'attenzione delle forze politiche ancora una volta si spostò verso il problema delle nazionalità. La strategia di Koerber derivava dalla sua competenza in economia. La reputazione di Koerber come tecnico lo mise in grado nel 1902 di convincere il Reichsrat sulla necessità di ammodernare il paese, senza bisogno di ricorrere ai "Notverordnungen" di Francesco Giuseppe; il programma tuttavia fallì per la mancanza di strumenti costituzionali.
Secondo il giudizio di Galasso, "L'Austria era ormai l'unico grande paese europeo in cui il Parlamento non giocasse qualche ruolo sostanziale". Alcuni storici ritengono che l'attenzione costante di Koerber verso i problemi economici, preponderante rispetto all'attenzione verso i problemi politici e istituzionali, resero il suo governo fortemente impopolare. Il governo cadde per il susseguirsi di rivolte di nazionalisti, delle varie nazionalità, per cui alla fine Koerber fu costretto alle dimissioni nel dicembre 1904, sostituito dal ministro dell'istruzione Paul Gautsch von Frankenthurn.

## Secondo governo Koerber
Koerber ritornò di nuovo alla ribalta dopo lo scoppio della prima guerra mondiale, venendo nominato Ministro delle Finanze della Cisleitania nel 1915. Il 21 ottobre 1916 il conte Stürgkh, primo ministro, fu assassinato dal politico socialista Friedrich Adler. Francesco Giuseppe richiamò all'istante Koerber, che quindi ritornò per la seconda volta al governo come primo ministro. Molti speravano che Koerber potesse cambiare il sistema dispotico instaurato dal suo predecessore durante il periodo bellico.
Egli non riuscì invece a modificare la legge marziale perché impedito dalle divergenze di vedute con il nuovo imperatore Carlo I d'Austria. Le continue dispute rendevano difficile a Koerber di portare a termine qualsiasi iniziativa. Ancora una volta Koerber non riuscì nell'impresa di cementare l'unione politica e sociale fra l'Austria e l'Ungheria. Koerber arrivò ad affermare: "L'imperatore è stato per l'Austria due volte una piaga, sia in giovane età che nella vecchiaia [...] la catastrofe peggiore del XX secolo è stata per sua causa quando esordì con la frase «se dobbiamo morire, almeno facciamolo decentemente»". L'ostilità del nuovo imperatore e le difficoltà dell'impresa spinsero Koerber alle dimissioni (20 dicembre 1916).